# Ушаково (Гагинський район)
Ушаково (рос. Ушаково) — село в Гагинському районі Нижньогородської області Російської Федерації.
Населення становить 623 особи. Входить до складу муніципального утворення Ушаковська сільрада.

## Історія
Від 2009 року входить до складу муніципального утворення Ушаковська сільрада.

## Населення
| 2002 | 2010 |
| ---- | ---- |
| 920  | ↘623 |